# ミッキーのストーリーブック・エキスプレス
ミッキーのストーリーブック・エキスプレス （英語: Mickey's Storybook Express） は、上海ディズニーランドで公演されている昼のパレードである。

## 概要
2016年6月16日の上海ディズニーランド開園と同時に公演が開始された。パレードのルートはトゥモローランド付近からトレジャー・コーブまで上海ディズニーランドを横断するように通り、これはディズニーパークのパレードの中では最長である。

## パレード構成
オープニング
ディズニー映画『ダンボ』、ピクサー映画『フォー・ザ・バーズ』より
トイ・ストーリー
ディズニー・ピクサー映画『トイ・ストーリー』より
ラプンツェル
ディズニー映画『塔の上のラプンツェル』より
ファインディング・ニモ
ディズニー・ピクサー映画『ファインディング・ニモ』より
アナと雪の女王
ディズニー映画『アナと雪の女王』より
ムーラン
ディズニー映画『ムーラン』より
フィナーレ
ディズニー映画『ズートピア』、『アラジン』、『ふしぎの国のアリス』より

## 使用楽曲
オープニング
- ケイシー Jr. - Casey Junior
- ハイ・ホー - Heigh Ho
- 口笛吹いて働こう - Whistle While You Work

トイ・ストーリー
- 君は友だち - You've Got a Friend in Me
- すべてがストレンジ - Strange Things
- 僕らはひとつ - We Belong Together

ラプンツェル
- 君は友だち - You've Got a Friend in Me
- 輝く未来 - I See the Light

ファインディング・ニモ
- ビヨンド・ザ・シー - Beyond the Sea

アナと雪の女王
- レット・イット・ゴー - Let It Go
- 雪だるまつくろう - Do You Want to Build a Snowman?
- 生まれて初めて - For the First Time in Forever

ムーラン
- リフレクション - Reflection
- 家に名誉を - Honor to Us All
- 闘志を燃やせ！ - I'll Make a Man Out of You

フィナーレ
- ジッパ・ディー・ドゥー・ダー - Zip-A-Dee-Doo-Dah
- ケイシー Jr. - Casey Junior
- 星に願いを - When You Wish Upon a Star
- ホール・ニュー・ワールド - A Whole New World